# هيئة تنمية صناعة تكنولوجيا المعلومات (مصر)
هيئة تنمية صناعة تكنولوجيا المعلومات أو "ITIDA" هي هيئة حكومية مصرية تابعة لوزارة الاتصالات وتكنولوجيا المعلومات، أنشأت سنة 2003 لتعزيز تطوير قطاع تكنولوجيا المعلومات المصري وزيادة قدرته التنافسية على المستوى العالمي. وتتولى الهيئة القيام بالدور المحوري في تطوير صناعة تكنولوجيا المعلومات بتحديد احتياجات الصناعة المحلية وتلبيتها من خلال برامج مخصصة لذلك. فضلاً عن دورها في تعزيز جوانب الحماية الإلكترونية في مصر وتنمية إطار العمل المعني بحماية البيانات من أجل تيسير الأعمال الإلكترونية وخدمات تعهيد الأعمال (BPO)، ويقع مقرها في القرية الذكية.
تهدف الهيئة وبالتعاون مع مكتب حقوق الملكية الفكرية إلى ضمان تعزيز قانون حقوق الطبع والنشر ومحاربة القرصنة ومعاقبة مرتكبي الانتهاكات بغية ضمان حماية برامج الحاسوب وقواعد البيانات. يهدف مكتب الحقوق الفكرية إلى رفع مستوى الوعي والفهم بحقوق الملكية الفكرية في مجتمع البرامج وحقوق المواطنين عمومًا فضلاً عن تعاونه مع مختلف الهيئات المعنية بحقوق الملكية الفكرية على المستويين المحلي والدولي. كما يعمل المكتب كحافظ لبرامج الحاسوب وقواعد البيانات ويُوفر تراخيص إعادة إنتاج لبرامج الحاسوب وقواعد البيانات وترجمتها من أجل استخدامها في أغراض تعليمية. كما يُصدر تراخيص المزاولة اللازمة لشركات البرمجيات.

## المراكز التابعة
- مركز الإبداع التكنولوجي وريادة الأعمال.[3]
- مركز تقييم واعتماد هندسة البرمجيات.[4]

## الشركات التابعة
- شركة مصر الرقمية للاستثمار.[5]
- شركة واحات السيليكون للمناطق التكنولوجية (مساهم في رأس المال).

## وصلات خارجية
- الموقع الرسمي
- هيئة تنمية صناعة تكنولوجية المعلومات - وزارة الاتصالات وتكنولوجيا المعلومات المصرية
- موقع مركز الإبداع التكنولوجي وريادة الأعمال